# クロン
株式会社クロン（英文社名：Klon Co.,Ltd. ) は、東京都足立区に本社を置く、日本のコンピュータゲーム会社。主にゲームの開発・流通を行っていた。
なお、東京都多摩市関戸に本社を置く同名のゲーム会社、株式会社クロン（英文社名：CRON CORPORATION、法人番号：
8012401009735）は関係ない別会社である。

## 概要
2003年8月29日付で河本産業傘下の有限会社クロンとして設立。ゲームの流通業務のほか、他社から譲渡されたDVDプレイヤーズゲームのブランド「千歳」を引き継いだ上で、ブランド名を「千世」と改め、パソコン用アダルトゲームの開発・販売を行っていた。なお「千世」としての活動は2009年を最後に途絶えている。
その後、株式会社へ改組。2012年4月には開発部門を増強し、マイルストーン社から移籍してきたサウンドユニット「k.h.d.n.」を中核とした自社ゲーム開発ブランド「サクラフラミンゴラボラトリー (Sakura Flamingo Laboratory) 」を立ち上げた。以降はフラッシュ暗算やタワーディフェンスといった、河本産業から発売されたゲームソフトの流れを汲むジャンルの開発がメインとなった。
マイルストーン社が制作したシューティングゲームの続編タイトルの開発や、関連CDの発売などを行っていたが、2014年11月27日発売の「サクラフラミンゴアーカイヴス」を最後に、シューティングゲーム開発チームを解散した。
2017年8月21日にはニンテンドー3DS用ゲームソフトのダウンロード販売を終了。その後は公式ウェブサイトも閉鎖され、現時点で企業としての活動が確認できない状態となっている（法人格自体は存続）。
なお、株式会社クロンが所有していた旧マイルストーン作品のライセンスIPは、クロンの元メンバーが2014年11月4日に設立したゲーム会社である株式会社RS34（アールエスさんじゅうよん、本社：東京都練馬区小竹町、法人番号：2011601019640）へ承継されている。

## 開発・発売タイトル
- アクリルパレット〜彩りカフェ・Cheers〜 - 3DS、2012年12月20日（共同開発：アーティファクツ）
- 初心者から日本一まで そろばん・あんざん・フラッシュ暗算 - 3DS、2013年3月28日
- 難攻不落三国伝〜蜀と時の銅雀〜 - 3DS、2013年11月28日
- カラス The Beast Of Re:Eden - 3DS、2014年1月23日
- 難攻不落三国伝〜魏と大いなる戦線〜 - 3DSダウンロードソフト、2014年1月29日
- 難攻不落三国伝〜呉と大河の衛者〜 - 3DSダウンロードソフト、2014年1月29日
- ラジルギでごじゃる! - 3DSダウンロードソフト、2014年2月19日
- IslandDays - 3DS、2014年7月3日 (共同開発:オーバーフロー)
- イルベロデリンジャ - 3DSダウンロードソフト、2014年7月30日
- サクラフラミンゴアーカイヴス - Xbox 360、2014年11月27日[5]
- そろばん・あんざん・フラッシュ暗算 完全版 - 3DS、2014年12月
- 雷子 - 2015年4月9日（3DS版）、2015年10月29日（PlayStation Vita版）

### 開発協力
- THE SMURFS 2 THE GAME - DS、2013年7月23日
  - 開発・発売：ユービーアイソフト。サウンド担当、日本未発売。
- Just Dance Kids 2014 - Wii、Xbox 360、Wii U、2013年10月25日
  - 開発・発売：ユービーアイソフト。サウンド担当、日本未発売。

## 主要取引先
- コナミデジタルエンタテインメント
- ソニー・コンピュータエンタテインメント
- 日本マイクロソフト
- 任天堂
- アジオカ
- ジェスネット
- トイズユニオン